# Minor Swing
Minor Swing – utwór autorstwa Django Reinhardta i Stéphane’a Grappelliego, pierwotnie nagrany przez jazzową formację Quintette du Hot Club de France w listopadzie 1937. Reinhardt nagrywał kompozycję pięciokrotnie, po raz ostatni w 1951. Jest to najprawdopodobniej najbardziej rozpoznawalny utwór tego muzyka.

## Nawiązania do utworu
- Mafia – gra (2002)
- Czekolada – film (2000), w wykonaniu Johnny’ego Deppa
- Metroland – film (1997)